# Албрехт фон Рехберг-Хоенрехберг
Албрехт фон Рехберг „дер Шилхер“ цу Хоенрехберг (на немски: Albrecht 'der Schilcher' von Rechberg Herr zu Hohenrechberg; † сл. 24 декември 1348) от благородническия швабски род Рехберг, е господар на Хоенрехберг (при Швебиш Гмюнд).

## Произход
Той е вторият син на Албрехт I фон Рехберг († 1324/1327), господар на Хоенрехберг, Рамсберг и Щауфенек, фогт на Хоенрехберг, и съпругата му графиня Аделхайд фон Кирхберг († сл. 1305), дъщеря на граф Конрад фон Кирхберг и съпругата му фон Зулц. Внук е на Конрад II фон Рехберг († сл. 1293/1307), фогт на Рехберг, и графиня Лютгард фон Кирхберг († сл. 1293). Брат е на Конрад IV фон Рехберг „дер Бидерман“ († 1351), господар на Хоенрехберг, Илерайхен (1328), Щауфенек (1333), Рамсберг и Келмюнц (1340). Сестра му Мехтилд фон Рехберг († 1336) е омъжена за Фридрих II Шенк фон Лимпург († 1333).
Албрехт фон Рехберг умира сл. 24 декември 1348 г. и е погребан в Готесцел.
Родът е издигнат през 1577 г. на фрайхерен и през 1607 г. на графове.

## Фамилия
Албрехт фон Рехберг се жени за Агнес фон Хоенлое-Браунек-Халтенбергщетен († сл. 1332), дъщеря на Улрих I фон Браунек-Халтенбергщетен († 1332) и Мехтилд фон Вайнсберг († 1332). Те имат един син и две дъщери:
- Агнес, омъжена за Бруно Гюс фон Гюсенберг († 1374/1386)
- Имагина († сл. 1368), омъжена за Вернер фон Мюнхинген († пр. 13 май 1368)
- Вилхелм фон Рехберг I. цу Хоенрехберг († сл. 15 септември 1401), господар на Хоенрехберг, женен за София фон Феринген, дъщеря на Хайнрих IV фон Феринген-Хетинген († 1366) и Уделхилд фон Цолерн-Шалксбург († 1382)[4]